# نوشاتل
شهر نوشاتل  در بخش نوشاتل در ایالت نوشاتل در کشور سوئیس واقع شده است که ۳۱٬۶۰۰ نفر جمعیت دارد.

## نگارخانه

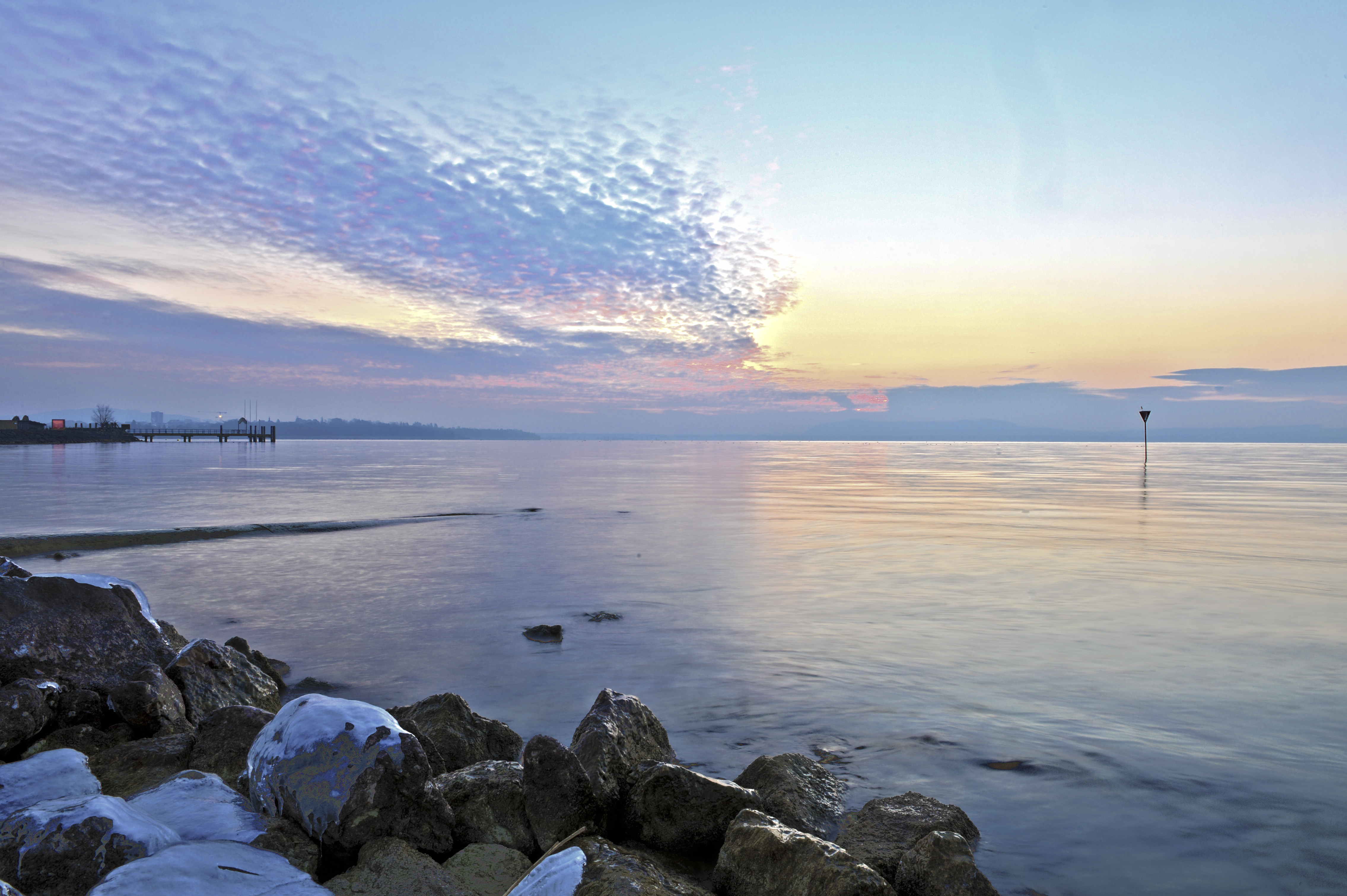